# Resolutie 1997 Veiligheidsraad Verenigde Naties
Resolutie 1997 van de Veiligheidsraad van de Verenigde Naties werd unaniem door de VN-Veiligheidsraad aangenomen op 11 juli 2011.
De resolutie hief de UNMIS-missie in Soedan op nadat de UNMISS-vredesmacht was opgericht volgend op de onafhankelijkheid van Zuid-Soedan.
De Verenigde Staten, het Verenigd Koninkrijk, Frankrijk en Duitsland vreesden evenwel dat de missie werd stopgezet op een moment dat ze eigenlijk hard nodig was, gezien gerapporteerde gevechten in het zuidoosten van Soedan.
De VS en Duitsland vonden een verdere VN-aanwezigheid in Soedan noodzakelijk.

## Achtergrond
Al in de jaren 1950 was het zwarte zuiden van Soedan in opstand gekomen tegen het overheersende Arabische noorden.
De vondst van aardolie in het zuiden maakte het conflict er enkel maar moeilijker op.
In 2002 kwam er een staakt-het-vuren en werden afspraken gemaakt over de verdeling van de olie-inkomsten.
Verschillende rebellengroepen waren hiermee niet tevreden en in 2003 ontstond het conflict in Darfur tussen deze rebellen en de door de regering gesteunde janjaweed-milities.
Die laatsten gingen over tot etnische zuiveringen en in de volgende jaren werden in Darfur grove mensenrechtenschendingen gepleegd waardoor miljoenen mensen op de vlucht sloegen.
In februari 2011 stemde een overgrote meerderheid van de inwoners van Zuid-Soedan in een referendum voor onafhankelijkheid die op 9 juli 2011 een feit werd.
De regio Abyei, die tussen Noord- en Zuid-Soedan lag, werd echter door beide partijen opgeëist, wat tot veel geweld leidde waardoor meer dan 100.000 inwoners op de vlucht sloegen.

## Inhoud

### Waarnemingen
Op 9 juli 2011 was UNMIS'mandaat afgelopen waarna de missie ordelijk moest worden teruggetrokken.

### Handelingen
De Raad besloot de vredesmacht effectief terug te trekken op 11 juli 2011.
Die terugtrekking moest tegen 31 augustus 2011 een feit zijn.
Het personeel en materiaal moest worden overgedragen aan de nieuwe UNMISS- en UNISFA-missies.
Ten slotte werd de Secretaris-Generaal gevraagd mogelijkheden te onderzoeken voor nieuwe veiligheidsregeling in de Soedanese staten Zuid-Kordofan en Blauwe Nijl.
Tot dan kon geregeld worden dat, met akkoord van de partijen, de huidige VN-operaties ter plaatse bleven doorlopen.

## Verwante resoluties
- Resolutie 1990 Veiligheidsraad Verenigde Naties
- Resolutie 1996 Veiligheidsraad Verenigde Naties
- Resolutie 2003 Veiligheidsraad Verenigde Naties
- Resolutie 2024 Veiligheidsraad Verenigde Naties

Lijst ·  1967 ·  1968 ·  1969 ·  1970 ·  1971 ·  1972 ·  1973 ·  1974 ·  1975 ·  1976 ·  1977 ·  1978 ·  1979 ·  1980 ·  1981 ·  1982 ·  1983 ·  1984 ·  1985 ·  1986 ·  1987 ·  1988 ·  1989 ·  1990 ·  1991 ·  1992 ·  1993 ·  1994 ·  1995 ·  1996 ·  1997 ·  1998 ·  1999 ·  2000 ·  2001 ·  2002 ·  2003 ·  2004 ·  2005 ·  2006 ·  2007 ·  2008 ·  2009 ·  2010 ·  2011 ·  2012 ·  2013 ·  2014 ·  2015 ·  2016 ·  2017 ·  2018 ·  2019 ·  2020 ·  2021 ·  2022 ·  2023 ·  2024 ·  2025 ·  2026 ·  2027 ·  2028 ·  2029 ·  2030 ·  2031 ·  2032